# Minettia lyraformis
Minettia lyraformis är en tvåvingeart som beskrevs av Shewell 1938. Minettia lyraformis ingår i släktet Minettia och familjen lövflugor. Inga underarter finns listade i Catalogue of Life.